# .sb
.sb je vrhovna internetska domena (country code top-level domain - ccTLD) za Solomonske Otoke. Domenom upravlja Mrežni informacijski centar Solomonskih Otoka.

## Vanjske poveznice
- IANA .sb whois informacija  Arhivirana inačica izvorne stranice od 7. rujna 2008. (Wayback Machine)